# Atletism la Jocurile Olimpice de vară din 2020 - 3.000 m obstacole (feminin)
Proba de 3.000 de metri obstacole feminin de la Jocurile Olimpice de vară din 2020 a avut loc în perioada 1-4 august 2021 pe Stadionul Național al Japoniei.

## Recorduri
Înaintea acestei competiții, recordurile mondiale și olimpice erau următoarele:
| Record  | Atlet                    | Timp    | Loc            | Data           |
| ------- | ------------------------ | ------- | -------------- | -------------- |
| Mondial | Beatrice Chepkoech (KEN) | 8:44,32 | Monaco         | 20 iulie 2018  |
| Olimpic | Gulnara Galkina (RUS)    | 8:58,81 | Beijing, China | 17 august 2008 |

## Program
Orele sunt ora Japoniei (UTC+9) 
| Data                    | Oră   | Etapă   |
| ----------------------- | ----- | ------- |
| Duminică, 1 august 2021 | 9:10  | Etapa 1 |
| Miercuri, 4 august 2021 | 18:30 | Finala  |

## Rezultate

### Calificări
Se califică în finală primii trei atleți din fiecare serie (C) și următorii atleți cu cei mai buni 6 timpi (c). 

#### Seria 1
| Loc | Atletă             | Țară                       | Timp     | Note  |
| --- | ------------------ | -------------------------- | -------- | ----- |
| 1   | Winfred Yavi       | Bahrain                    | 9:10,80  | C     |
| 2   | Peruth Chemutai    | Uganda                     | 9:12,72  | C, SB |
| 3   | Emma Coburn        | Statele Unite ale Americii | 9:16,91  | C     |
| 4   | Genevieve Lalonde  | Canada                     | 9:22,64  | c, RN |
| 5   | Purity Kirui       | Kenya                      | 9:30,13  |       |
| 6   | Marwa Bouzayani    | Tunisia                    | 9:31,25  | PB    |
| 7   | Lea Meyer          | Germania                   | 9:33,00  |       |
| 8   | Xu Shuangshuang    | China                      | 9:34,92  |       |
| 9   | Michelle Finn      | Irlanda                    | 9:36,26  |       |
| 10  | Lomi Muleta        | Etiopia                    | 9:45,81  |       |
| 11  | Nataliya Strebkova | Ucraina                    | 9:49,15  |       |
| 12  | Belén Casetta      | Argentina                  | 9:52,89  |       |
| 13  | Georgia Winkcup    | Australia                  | 9:59,29  |       |
| 14  | Simone Ferraz      | Brazilia                   | 10:00,92 |       |

#### Seria 2
| Loc | Atletă                  | Țară                       | Timp     | Note  |
| --- | ----------------------- | -------------------------- | -------- | ----- |
| 1   | Courtney Frerichs       | Statele Unite ale Americii | 9:19,34  | C     |
| 2   | Gesa Krause             | Germania                   | 9:19,62  | C     |
| 3   | Beatrice Chepkoech      | Kenya                      | 9:19,82  | C     |
| 4   | Zerfe Wondemagegn       | Etiopia                    | 9:20,01  | c     |
| 5   | Luiza Gega              | Albania                    | 9:23,85  | c, SB |
| 6   | Genevieve Gregson       | Australia                  | 9:26,11  | c     |
| 7   | Tatiane Raquel da Silva | Brazilia                   | 9:36,43  | RN    |
| 8   | Regan Yee               | Canada                     | 9:41,14  |       |
| 9   | Irene van der Reijken   | Olanda                     | 9:42,98  |       |
| 10  | Yuno Yamanaka           | Japonia                    | 9:43,83  |       |
| 11  | Aimee Pratt             | Marea Britanie             | 9:47,56  |       |
| 12  | Aneta Konieczek         | Polonia                    | 10:07,25 |       |
| 13  | Zita Kácser             | Ungaria                    | 10:43,99 |       |

#### Seria 3
| Loc | Atletă                | Țară                       | Timp     | Note |
| --- | --------------------- | -------------------------- | -------- | ---- |
| 1   | Hyvin Jepkemoi        | Kenya                      | 9:23,17  | C    |
| 2   | Maruša Mišmaš-Zrimšek | Slovenia                   | 9:23,36  | C    |
| 3   | Mekides Abebe         | Etiopia                    | 9:23,95  | C    |
| 4   | Valerie Constien      | Statele Unite ale Americii | 9:24,31  | c    |
| 5   | Elizabeth Bird        | Marea Britanie             | 9:24,34  | c    |
| 6   | Elena Burkard         | Germania                   | 9:30,64  |      |
| 7   | Lili Anna Toth        | Ungaria                    | 9:30,96  | PB   |
| 8   | Alicja Konieczek      | Polonia                    | 9:31,79  |      |
| 9   | Anna Emilie Moller    | Danemarca                  | 9:31,99  | SB   |
| 10  | Alycia Butterworth    | Canada                     | 9:34,25  |      |
| 11  | Amy Cashin            | Australia                  | 9:34,67  |      |
| 12  | Eilish Flanagan       | Irlanda                    | 9.34,86  | PB   |
| 13  | Carolina Robles       | Spania                     | 9:45,37  | CA   |
| 14  | Adva Cohen            | Israel                     | 10:05,95 |      |

### Finala
| Loc | Atletă                | Țară                       | Timp    | Note |
| --- | --------------------- | -------------------------- | ------- | ---- |
| 1   | Peruth Chemutai       | Uganda                     | 9:01,45 | RN   |
| 2   | Courtney Frerichs     | Statele Unite ale Americii | 9:04,79 | SB   |
| 3   | Hyvin Jepkemoi        | Kenya                      | 9:05,39 |      |
| 4   | Mekides Abebe         | Etiopia                    | 9:06,16 |      |
| 5   | Gesa Krause           | Germania                   | 9:14,00 |      |
| 6   | Maruša Mišmaš-Zrimšek | Slovenia                   | 9:14,84 | RN   |
| 7   | Beatrice Chepkoech    | Kenya                      | 9:16,33 |      |
| 8   | Zerfe Wondemagegn     | Etiopia                    | 9:16,41 |      |
| 9   | Elizabeth Bird        | Marea Britanie             | 9:19,68 | RN   |
| 10  | Winfred Yavi          | Bahrain                    | 9:19,74 |      |
| 11  | Genevieve Lalonde     | Canada                     | 9:22,40 |      |
| 12  | Valerie Constien      | Statele Unite ale Americii | 9:31,61 |      |
| 13  | Luiza Gega            | Albania                    | 9:34,10 |      |
| 14  | Carolina Robles       | Spania                     | 9:50,96 |      |
|     | Genevieve Gregson     | Australia                  |         | NT   |
|     | Emma Coburn           | Statele Unite ale Americii |         | DS   |